# Ádám Fekete
Ádám Fekete (Budapest, 16 maggio 1994) è un canoista ungherese. Vicecampione del mondo a Račice 2017 nella specialità del C2 200 metri, in coppia con Jonatán Hajdu.

## Palmarès
- Mondiali

Račice 2017: bronzo nel C2 200m.
Seghedino 2019: argento nel C2 500m.
- Europei

Plovdiv 2017: bronzo nel C2 200m.